# 1. Bockenheimer FC 1899
1. Bockenheimer FC 1899 was een Duitse voetbalclub uit Frankfurt, meer bepaald in het stadsdeel Bockenheim.

## Geschiedenis
De club werd in 1899 opgericht en was een van de vele clubs die rond deze tijd werd opgericht in de Mainmetropool. Er werd gespeeld op de Hundswiese, een terrein dat ook gebruikt werd door onder andere Victoria 1899 en de Kickers. In januari 1900 was de club een van de stichtende clubs van de Duitse voetbalbond. De club was ook medeoprichter van de plaatselijke bond Frankfurter Association Bund. De club werd laatste in het eerste kampioenschap van deze bond.
Bockenheim speelde ook vriendschappelijke wedstrijden tegen clubs van buiten de stad, zoals bijvoorbeeld Kickers Offenbach. Eind 1901 werd de club ontbonden nadat enkele spelers naar het leger gingen. De overige spelers verdeelden zich over andere clubs die net ontstonden (FV Amicitia 1901 Bockenheim, FC Germania 1901 Bockenheim, Bockenheimer FVgg 1901 en FC Helvetia 1902).